# Cedius cruralis
Cedius cruralis är en skalbaggsart som beskrevs av Park 1949. Cedius cruralis ingår i släktet Cedius och familjen kortvingar. Inga underarter finns listade i Catalogue of Life.